# Primera División de fútbol sala 2020-21
La temporada 2020-21 de Primera División de fútbol sala fue la 32.ª edición de la máxima competición del fútbol sala de España. Por primera vez, la competición es organizada en su totalidad por el Comité Profesionalizado de Fútbol Sala de la RFEF. Contará con la novedad del aumento de la cantidad de participantes, a 18 clubes, debido a que en la temporada anterior no hubo descensos. Los equipos ascendidos desde Segunda División son el debutante Real Betis Futsal y UMA Antequera, que regresa tras dos temporadas.
Como es habitual, los 8 primeros clasificados disputarán los play-off por el título. Con el objetivo de que la categoría vuelva a tener 16 equipos en la siguiente temporada, los últimos 3 clasificados descenderán, y el clasificado 15º jugará una promoción para permanecer en la categoría, disputando esta frente al perdedor de la final de la eliminatoria de Segunda División.

## Equipos participantes

### Equipos por comunidad autónoma
| N.º | Comunidad autónoma   | Equipos                                                                                     |
| --- | -------------------- | ------------------------------------------------------------------------------------------- |
| 4   | Andalucía            | Jaén Paraíso Interior FS, Córdoba Patrimonio, Real Betis Futsal, BeSoccer CD UMA Antequera. |
| 2   | Cataluña             | Barça, Industrias Santa Coloma.                                                             |
| 2   | Comunidad Valenciana | Peñíscola Globeenergy FS, Levante UD FS.                                                    |
| 2   | Galicia              | O Parrulo Ferrol, Pescados Rubén Burela FS.                                                 |
| 2   | Región de Murcia     | ElPozo Murcia Costa Cálida, Jimbee Cartagena.                                               |
| 2   | Navarra              | Osasuna Magna Xota, Aspil Jumpers Ribera Navarra FS.                                        |
| 1   | Aragón               | Fútbol Emotion Zaragoza.                                                                    |
| 1   | Islas Baleares       | Palma Futsal.                                                                               |
| 1   | Castilla-La Mancha   | Viña Albali Valdepeñas.                                                                     |
| 1   | Comunidad de Madrid  | Movistar Inter FS.                                                                          |

### Ascensos y descensos
| Pos. | Descendidos a 2.ª División |
| ---- | -------------------------- |
| -    | No hubo                    |

| Pos.  | Ascendidos de 2.ª División |
| ----- | -------------------------- |
| 1º    | Real Betis Futsal          |
| Prom. | BeSoccer CD UMA Antequera  |

### Información de los equipos
| Club                            | Ciudad                   | Comunidad Autónoma   | Entrenador      | Capitán           | Pabellón                         | Aforo | Proveedor |
| ------------------------------- | ------------------------ | -------------------- | --------------- | ----------------- | -------------------------------- | ----- | --------- |
| Jaén Paraíso Interior FS        | Jaén                     | Andalucía            | Dani Rodríguez  | Mauricio Guterres | La Salobreja                     | 1.400 | Luanvi    |
| Córdoba Patrimonio              | Córdoba                  | Andalucía            | Josan González  | Manu Leal         | Vista Alegre                     | 3.500 | Givova    |
| Real Betis Futsal               | Sevilla                  | Andalucía            | Juanito García  | Rubén Cornejo     | Amate                            | 1.750 | Kappa     |
| BeSoccer CD UMA Antequera       | Antequera                | Andalucía            | Moli            | Miguel Conde      | Fernando Argüelles               | 2.575 | Umbro     |
| Peñíscola Globeenergy FS        | Peñíscola                | Comunidad Valenciana | Manolín         | Rubén Orzáez      | Municipal de Peñiscola           | 1.200 | Kromex    |
| Levante UD FS                   | Valencia                 | Comunidad Valenciana | Diego Ríos      | Carlos Márquez    | Municipal de Paterna             | 1.600 | Macron    |
| Barça                           | Barcelona                | Cataluña             | Andreu Plaza    | Sergio Lozano     | Palau Blaugrana                  | 7.585 | Nike      |
| Industrias Santa Coloma         | Santa Coloma de Gramanet | Cataluña             | Javi Rodríguez  | David Álvarez     | Camp del Ferro (Barcelona)       | 800   | Nike      |
| Jimbee Cartagena                | Cartagena                | Murcia               | Duda            | Raúl Jerez        | Palacio de los Dep. de Cartagena | 5.000 | Hummel    |
| ElPozo Murcia Costa Cálida      | Murcia                   | Murcia               | Diego Giustozzi | Miguelín          | Palacio de Deportes de Murcia    | 7.454 | Joma      |
| Osasuna Magna Xota              | Pamplona                 | Navarra              | Imanol Arregui  | Roberto Martil    | Anaitasuna                       | 2.500 | Gios      |
| Aspil Jumpers Ribera Navarra FS | Tudela                   | Navarra              | Pato            | David García      | Ciudad de Tudela                 | 1.200 | Joma      |
| Pescados Rubén Burela FS        | Burela                   | Galicia              | Juanma Marrube  | Edu Saavedra      | Vista Alegre                     | 1.400 | Joma      |
| O Parrulo Ferrol                | Ferrol                   | Galicia              | Héctor Souto    | Miguel Muñoz      | A Malata                         | 4.000 | Mercury   |
| Movistar Inter FS               | Torrejón de Ardoz        | Madrid               | Tino Pérez      | Pola              | Jorge Garbajosa                  | 3.136 | Joma      |
| Palma Futsal                    | Palma de Mallorca        | Islas Baleares       | Antonio Vadillo | Carlos Barrón     | Son Moix                         | 3.800 | Umbro     |
| Viña Albali Valdepeñas          | Valdepeñas               | Castilla-La Mancha   | David Ramos     | Coro              | Virgen de la Cabeza              | 2.000 | Joma      |
| Fútbol Emotion Zaragoza         | Zaragoza                 | Aragón               | David Marín     | Carlos Retamar    | Siglo XXI                        | 2.780 | Adidas    |

Relevos de entrenadores
| Equipo           | Entrenador (jornadas)                                |
| ---------------- | ---------------------------------------------------- |
| Peñíscola FS     | Manolín (1-19) Carlos Sánchez (20-34)                |
| Burela FS        | Juanma Marrube (1-20) Sito Rivera (21-34 y play-out) |
| O Parrulo Ferrol | Héctor Souto (1-22) Maca (23-34)                     |

## Detalles de la competición liguera

### Clasificación de la liga regular
|                                                                            | Equipo                     | Puntos | J  | G  | E  | P  | GF  | GC  | DG  |
| -------------------------------------------------------------------------- | -------------------------- | ------ | -- | -- | -- | -- | --- | --- | --- |
| 1                                                                          | ElPozo Murcia Costa Cálida | 68     | 34 | 20 | 8  | 6  | 108 | 79  | 29  |
| 2                                                                          | Palma Futsal               | 68     | 34 | 21 | 5  | 8  | 98  | 67  | 31  |
| 3                                                                          | Barça                      | 66     | 34 | 19 | 9  | 6  | 109 | 63  | 46  |
| 4                                                                          | Jimbee Cartagena           | 64     | 34 | 20 | 4  | 10 | 133 | 93  | 40  |
| 5                                                                          | Levante UD FS              | 64     | 34 | 20 | 4  | 10 | 113 | 99  | 14  |
| 6                                                                          | Inter FS                   | 57     | 34 | 17 | 6  | 11 | 121 | 84  | 37  |
| 7                                                                          | Fútbol Emotion Zaragoza    | 48     | 34 | 12 | 12 | 10 | 108 | 104 | 4   |
| 8                                                                          | Viña Albali Valdepeñas     | 47     | 34 | 13 | 8  | 13 | 107 | 91  | 16  |
| 9                                                                          | Industrias Santa Coloma    | 47     | 34 | 12 | 11 | 11 | 95  | 88  | 7   |
| 10                                                                         | Real Betis Futsal          | 46     | 34 | 14 | 4  | 16 | 86  | 101 | -15 |
| 11                                                                         | Ribera Navarra FS          | 41     | 34 | 12 | 5  | 17 | 104 | 105 | -1  |
| 12                                                                         | Osasuna Magna Xota         | 40     | 34 | 10 | 10 | 14 | 83  | 96  | -13 |
| 13                                                                         | Córdoba Patrimonio         | 40     | 34 | 11 | 7  | 16 | 80  | 90  | -10 |
| 14                                                                         | Jaén FS                    | 38     | 34 | 9  | 11 | 14 | 73  | 95  | -22 |
| 15                                                                         | Burela FS                  | 38     | 34 | 9  | 11 | 14 | 102 | 120 | -18 |
| 16                                                                         | Peñíscola FS               | 34     | 34 | 7  | 13 | 14 | 83  | 108 | -25 |
| 17                                                                         | BeSoccer CD UMA Antequera  | 22     | 34 | 5  | 7  | 22 | 75  | 129 | -54 |
| 18                                                                         | O Parrulo Ferrol           | 20     | 34 | 5  | 5  | 24 | 80  | 146 | -66 |
| Fuente: Liga Nacional de Fútbol Sala: Clasificación de la Primera División |                            |        |    |    |    |    |     |     |     |

### Play Off por el título
Equipos clasificados:
- ElPozo Murcia Costa Cálida
- Palma Futsal
- Barça
- Jimbee Cartagena
- Levante UD FS
- Inter FS
- Fútbol Emotion Zaragoza
- Viña Albali Valdepeñas

Cuadro:
|  | Cuartos de final           | Cuartos de final          | Cuartos de final          | Cuartos de final          |       |                        | Semifinales                  | Semifinales                  | Semifinales                  | Semifinales                  |               |       | Final                    | Final                    | Final                    | Final                    |  |
|  | 2, 5 y 8 de junio de 2021  | 2, 5 y 8 de junio de 2021 | 2, 5 y 8 de junio de 2021 | 2, 5 y 8 de junio de 2021 |       |                        | 12, 16 y 20 de junio de 2021 | 12, 16 y 20 de junio de 2021 | 12, 16 y 20 de junio de 2021 | 12, 16 y 20 de junio de 2021 |               |       | 24 y 30 de junio de 2021 | 24 y 30 de junio de 2021 | 24 y 30 de junio de 2021 | 24 y 30 de junio de 2021 |  |
|  |                            |                           |                           |                           |       |                        |                              |                              |                              |                              |               |       |                          |                          |                          |                          |  |
|  |                            |                           |                           |                           |       |                        |                              |                              |                              |                              |               |       |                          |                          |                          |                          |  |
|  | ElPozo Murcia Costa Cálida | 4                         | 0                         | 5 (3)                     |       |                        |                              |                              |                              |                              |               |       |                          |                          |                          |                          |  |
|  | ElPozo Murcia Costa Cálida | 4                         | 0                         | 5 (3)                     |       |                        |                              |                              |                              |                              |               |       |                          |                          |                          |                          |  |
|  | Viña Albali Valdepeñas     | 3                         | 1                         | 5 (4)                     |       |                        |                              |                              |                              |                              |               |       |                          |                          |                          |                          |  |
|  | Viña Albali Valdepeñas     | 3                         | 1                         | 5 (4)                     |       | Viña Albali Valdepeñas | 3                            | 1 (4)                        | 1                            |                              |               |       |                          |                          |                          |                          |  |
|  |                            |                           |                           |                           |       | Viña Albali Valdepeñas | 3                            | 1 (4)                        | 1                            |                              |               |       |                          |                          |                          |                          |  |
|  |                            |                           | Levante UD FS             | 6                         | 1 (3) | 4                      |                              |                              |                              |                              |               |       |                          |                          |                          |                          |  |
|  | Jimbee Cartagena           | 1                         | Levante UD FS             | 6                         | 1 (3) | 4                      | 1                            |                              |                              |                              |               |       |                          |                          |                          |                          |  |
|  | Jimbee Cartagena           | 1                         |                           |                           |       |                        |                              |                              |                              |                              |               |       |                          |                          |                          |                          |  |
|  | Levante UD FS              | 5                         | 2                         |                           |       |                        |                              |                              |                              |                              |               |       |                          |                          |                          |                          |  |
|  | Levante UD FS              | 5                         | 2                         |                           |       |                        |                              |                              |                              |                              | Levante UD FS | 2 (5) | 3                        | 2 (4)                    |                          |                          |  |
|  |                            |                           |                           |                           |       |                        |                              |                              |                              |                              | Levante UD FS | 2 (5) | 3                        | 2 (4)                    |                          |                          |  |
|  |                            |                           | Barça                     | 2 (4)                     | 4     | 2 (5)                  |                              |                              |                              |                              |               |       |                          |                          |                          |                          |  |
|  | Palma Futsal               | 8                         | Barça                     | 2 (4)                     | 4     | 2 (5)                  | 2                            | 9                            |                              |                              |               |       |                          |                          |                          |                          |  |
|  | Palma Futsal               | 8                         |                           |                           |       |                        |                              |                              |                              |                              |               |       |                          |                          |                          |                          |  |
|  | Fútbol Emotion Zaragoza    | 2                         | 3                         | 3                         |       |                        |                              |                              |                              |                              |               |       |                          |                          |                          |                          |  |
|  | Fútbol Emotion Zaragoza    | 2                         | 3                         | 3                         |       | Palma Futsal           | 2                            | 4                            |                              |                              |               |       |                          |                          |                          |                          |  |
|  |                            |                           |                           |                           |       | Palma Futsal           | 2                            | 4                            |                              |                              |               |       |                          |                          |                          |                          |  |
|  |                            |                           | Barça                     | 3                         | 6     |                        |                              |                              |                              |                              |               |       |                          |                          |                          |                          |  |
|  | Barça                      | 2                         | Barça                     | 3                         | 6     | 3 (3)                  | 5                            |                              |                              |                              |               |       |                          |                          |                          |                          |  |
|  | Barça                      | 2                         |                           |                           |       |                        |                              |                              |                              |                              |               |       |                          |                          |                          |                          |  |
|  | Inter FS                   | 5                         | 3 (2)                     | 2                         |       |                        |                              |                              |                              |                              |               |       |                          |                          |                          |                          |  |
|  | Inter FS                   | 5                         | 3 (2)                     | 2                         |       |                        |                              |                              |                              |                              |               |       |                          |                          |                          |                          |  |
|  |                            |                           |                           |                           |       |                        |                              |                              |                              |                              |               |       |                          |                          |                          |                          |  |

|               |
| Campeón Barça |
| 5.º título    |

### Promoción
Equipos clasificados:
- Burela FS
- El Ejido Futsal

Cuadro:
|  | Promoción                   |   |   |  |  |
|  | 5, 11 y 14 de junio de 2021 |   |   |  |  |
|  |                             |   |   |  |  |
|  | El Ejido Futsal             | 2 | 2 |  |  |
|  | El Ejido Futsal             | 2 | 2 |  |  |
|  | Burela FS                   | 3 | 8 |  |  |
|  | Burela FS                   | 3 | 8 |  |  |